# Rio Camaraipe
Rio Camaraipe är ett vattendrag i Brasilien.   Det ligger i delstaten Pará, i den nordöstra delen av landet, 1 600 km norr om huvudstaden Brasília.
I omgivningarna runt Rio Camaraipe växer i huvudsak städsegrön lövskog. Trakten runt Rio Camaraipe är nära nog obefolkad, med mindre än två invånare per kvadratkilometer.